# Várady Júlia (operaénekes)
Várady Júlia (született Tőzsér Júlia) (Nagyvárad, 1941. szeptember 1. –) erdélyi születésű, németországi magyar opera-énekesnő (szoprán), Dietrich Fischer-Dieskau baritonista özvegye.

## Élete
Hegedülni kezdett tanulni Papp Emíliánál Kolozsvárott, de 13 évesen látta Clemente Fracassi Aida-filmjét, és ennek hatására döntött az operaénekesi pálya mellett. A következő évben Bukarestben Arta Florescu tanítványa latt, s nála végzett énekesként.
Orfeusz (Gluck: Orfeusz és Euridiké) szerepében debütált Kolozsvárott, 1962-ben. Tíz éven át énekelt itt. 1970-ben sikeresen vett részt Christoph von Dohnányi meghallgatásán Frankfurt am Mainban, ezzel indult világkarrierje. 1972-ben emigrált Nyugat-Németországba. Rövidesen a vezető német (Frankfurt, Köln, Hamburg, München, Nyugat-Berlin) és nyugat-európai operaházak és fesztiválok (pl. München, Edinburgh) állandó szereplője lett. 1977-ben debütált a Metben Donna Elviraként (Mozart: Don Giovanni). 1998-ban vonult vissza a színpadtól.
2000 óta a berlini Hanns Eisler Zeneművészeti Főiskola vendégprofesszora.
1973-ban a müncheni operában ismerkedett meg Dietrich Fischer-Dieskauval. Együtt szerepeltek Puccini A köpeny című operájában (Marcel, és Georgette). 1977-ben kötöttek házasságot. Neves „művészpárrá” váltak, sokat szerepeltek együtt, de világhírét Várady abszolút saját jogon szerezte.
Szubrettszerepek kivételével a teljes szopránrepertoárban tevékenykedett, de mezzoszopránként is színpadra lépett (Arta Florescu is eleinte mélyíteni próbálta a hangját). Repertoárja a barokktól a kortárs zenéig terjedt, de főként Mozart- és Richard Strauss-operákban volt keresett.

## Főbb szerepei
- Bartók Béla: A kékszakállú herceg vára – Judit
- Georges Bizet: Carmen – Micaëla
- Borogyin: Igor herceg – Koncsakovna
- Csajkovszkij: Anyegin – Tatyjana
- Charles Gounod: Faust – Margit
- Pietro Mascagni: Parasztbecsület – Santuzza
- Mozart: Idomeneo – Elektra
- Mozart: Figaro házassága – Susanna, Cherubino, Almaviva grófné
- Mozart: Don Giovanni – Donna Anna, Donna Elvira
- Mozart: Così fan tutte – Fiordiligi
- Mozart: A varázsfuvola – Pamina
- Mozart: Titus kegyessége – Vitellia
- Jacques Offenbach: Hoffmann meséi – Giulietta, Antonia
- Giacomo Puccini: Pillangókisasszony – Csocsoszán, Kate Pinkerton
- Aribert Reimann: Lear király – Cordelia (a müncheni ősbemutatón, 1978)
- Ifj. Johann Strauss: A cigánybáró – Szaffi
- Richard Strauss: Arabella – címszerep
- Richard Strauss: Ariadne Naxosban – a zeneszerző
- Giuseppe Verdi: A trubadúr – Leonora
- Verdi: La Traviata – Violetta Valery
- Verdi: A végzet hatalma – Leonora
- Verdi: Álarcosbál – Amelia
- Verdi: Aïda – címszerep
- Verdi: Don Carlos – Erzsébet, Tebaldo
- Wagner: A bolygó hollandi – Senta
- Wagner: A nürnbergi mesterdalnokok – Eva Pogner
- Wagner: A valkűr – Sieglinde, Siegrune

## Diszkográfia
(csak a CD-n [is] megjelent felvételek)
Teljes operák
- Ifj. Johann Strauss: A denevér – Rosalinda (Hermann Prey, René Kollo, Lucia Popp stb.; Bajor Állami Zenekar, vez. Carlos Kleiber (1976) Deutsche Grammophon 415 646-2
- Domenico Cimarosa: Titkos házasság – Elisetta (Dietrich Fischer-Dieskau, Arleen Augér, Hamari Júlia stb.; Angol Kamarazenekar, vez. Daniel Barenboim (1977) Deutsche Grammophon 437 696-2 és Brilliant Classics 93 962
- Mascagni: Parasztbecsület – Santuzza (Luciano Pavarotti, Piero Cappuccilli stb.; Londoni Filharmonikus Zenekar, vez. Gianandrea Gavazzeni (1977) DECCA 444 391-2
- Aribert Reimann: Lear – Cordelia (Dietrich Fischer-Dieskau, Helga Dernesch, Richard Holm; Bajor Állami Opera Énekkara, Bajor Állami Zenekar, vez. Gerd Albrecht (1978) Deutsche Grammophon 463 480-2
- Mozart: Titus kegyessége – Vitellia (Peter Schreier, Edith Mathis, Theo Adam stb.; Lipcsei Rádió Énekkara, Drezdai Állami Zenekar, vez. Karl Böhm (1979) Deutsche Grammophon 429 878-2
- Bartók Béla: A kékszakállú herceg vára – Judit (Dietrich Fischer-Dieskau; Bajor Állami Zenekar, vez. Wolfgang Sawallisch (1979) [magyarul] Deutsche Grammophon 423 236-2
- Richard Strauss: Tűzínség – Diemut (Bernd Weikl, Manfred Schenk stb.; Müncheni Rádiózenekar, vez. Heinz Fricke (1985) ARTS 47546-2
- Richard Strauss: Arabella – címszerep (Kurt Böhme, Hertha Töpper, Edith Mathis, Dietrich Fischer-Dieskau stb.; Bajor Állami Zenekar, vez. Wolfgang Sawallisch (müncheni opera 1977. jan. 31-i előadásának felvétele) Golden Melodram GM 3.0096
- Richard Strauss: Arabella – címszerep (Walter Berry, Helga Schmidt, Helen Donath, Dietrich Fischer-Dieskau stb.; Bajor Állami Zenekar, vez. Wolfgang Sawallisch (1980) Orfeo C169 882H

Egyéb művek
- D. D. Sosztakovics: XIV. szimfónia, op. 135. (Dietrich Fischer-Dieskau; Amszterdami Concertgebouw Zenekara, vez. Bernard Haitink (1980) DECCA 475 7413